# Safari Rally 1976
De Safari Rally 1976, officieel 24th Safari Rally, was de 24ste editie van de Safari Rally en de vierde ronde van het Wereldkampioenschap Rally in 1976. Het was de 35ste rally van het FIA Wereldkampioenschap Rally.

## Resultaten
| Top tien klassement | Top tien klassement | Top tien klassement                      | Top tien klassement                      | Top tien klassement | Top tien klassement | Top tien klassement | Top tien klassement |
| Pos                 | Nr.                 | Rijder /Navigator                        | Auto / Inschrijving                      | Gr.                 | Tijd*               | Verschil            | Punten              |
| ------------------- | ------------------- | ---------------------------------------- | ---------------------------------------- | ------------------- | ------------------- | ------------------- | ------------------- |
| 1                   | 8                   | Joginder Singh David Doig                | Mitsubishi Lancer Joginder Singh         | 4                   | 1:57.00             | 0.00                | -                   |
| 2                   | 22                  | Robin Ulyate Chris Bates                 | Mitsubishi Lancer Robin Ulyate           | 4                   | 2:21.00             | + 0:24              | -                   |
| 3                   | 11                  | Andrew Cowan Johnstone Syer              | Mitsubishi Lancer Andrew Cowan           | 4                   | 2:42.00             | + 0:45              | -                   |
| 4                   | 16                  | Bert Shankland Brian Barton              | Peugeot 504 Automobiles Peugeot          | 2                   | 2:52.00             | + 0:55              | -                   |
| 5                   | 7                   | Simo Lampinen Arne Hertz                 | Peugeot 504 Automobiles Peugeot          | 2                   | 3:23.00             | + 1:26              | -                   |
| 6                   | 33                  | Kenjiro Shinozuka Bob Graham             | Mitsubishi Lancer Kenjiro Shinozuka      | 4                   | 4:10.00             | + 2:13              | -                   |
| 7                   | 10                  | Harry Källström Leif Lindqvist           | Datsun 160J D.T. Dobie Co                | 4                   | 4:49.00             | + 2:52              | -                   |
| 8                   | 12                  | Zully Remtulla Nizar Jivani              | Datsun 160J D.T. Dobie Co                | 4                   | 5:09.00             | + 3:12              | -                   |
| 9                   | 2                   | Jean-Pierre Nicolas Jean-Claude Lefèbvre | Peugeot 504 Automobiles Peugeot          | 4                   | 5:11.00             | + 3:14              | -                   |
| 10                  | 26                  | Johnny Hellier Kanti Shah                | Alfa Romeo 1750 GTV Johnny Hellier       | 4                   | 7:14.00             | + 5:17              | -                   |
| Niet aan de finish  |                     |                                          |                                          |                     |                     |                     |                     |
| Pos                 | Nr.                 | Rijder / Navigator                       | Auto / Inschrijving                      | Gr.                 | TC                  | Reden               | Punten              |
| NF                  | 1                   | Björn Waldegård Hans Thorszelius         | Lancia Stratos HF Lancia Alitalia        | 4                   | -                   | starter             | -                   |
| NF                  | 3                   | Timo Mäkinen Henry Liddon                | Peugeot 504 V6 Coupé Automobiles Peugeot | 4                   | -                   | rivier oversteek    | -                   |
| NF                  | 4                   | Hannu Mikkola Jean Todt                  | Peugeot 504 V6 Coupé Automobiles Peugeot | 4                   | -                   | motor               | -                   |
| NF                  | 5                   | Shekhar Mehta Mike Doughty               | Datsun 160J D.T. Dobie Co                | 4                   | -                   | weg ongeluk         | -                   |
| NF                  | 6                   | Sandro Munari Silvio Maiga               | Lancia Stratos HF Lancia Alitalia        | 4                   | -                   | motor               | -                   |
| NF                  | 9                   | Walter Röhrl Claes Billstam              | Opel Kadett GT/E Opel Euro Händler Team  | 4                   | -                   | weg ongeluk         | -                   |
| NF                  | 14                  | Rauno Aaltonen Willi-Peter Pitz          | Opel Kadett GT/E Opel Euro Händler Team  | 4                   | -                   | transmissie         | -                   |
| NF                  | 20                  | Edgar Herrmann Jack Simonian             | Opel Kadett GT/E Opel Euro Händler Team  | 4                   | -                   | transmissie         | -                   |
| NF                  | 25                  | Howard Lawrence-Brown Derek Pavely       | Datsun 160J Howard Lawrence-Brown        | 4                   | -                   | motor               | -                   |
| NF                  | 30                  | Robin Hillyar Mike Hart                  | Ford Escort RS1800 Robin Hillyar         | 4                   | -                   | controle gemist     | -                   |

## Stand

### Constructeurskampioenschap
| Pos | Constructeur | MON | SWE | POR | KEN | GRE | MAR | FIN | ITA | FRA | GBR | Pts |
| --- | ------------ | --- | --- | --- | --- | --- | --- | --- | --- | --- | --- | --- |
| 1   | Lancia       | 20  | 10  | 20  |     |     |     |     |     |     |     | 50  |
| 2   | Opel         | 10  | 12  | 12  |     |     |     |     |     |     |     | 34  |
| 3   | Saab         |     | 20  |     |     |     |     |     |     |     |     | 20  |
| =   | Mitsubishi   |     |     |     | 20  |     |     |     |     |     |     | 20  |
| 5   | Toyota       |     |     | 15  |     |     |     |     |     |     |     | 15  |
| 6   | Ford         | 8   |     | 4   |     |     |     |     |     |     |     | 12  |
| 7   | Peugeot      |     |     |     | 10  |     |     |     |     |     |     | 10  |
| =   | Datsun       |     |     | 6   | 4   |     |     |     |     |     |     | 10  |
| 9   | Fiat         | 6   |     |     |     |     |     |     |     |     |     | 6   |
| 10  | Porsche      | 5   |     |     |     |     |     |     |     |     |     | 5   |
| 11  | Volvo        |     | 4   |     |     |     |     |     |     |     |     | 4   |
| 12  | Mazda        |     |     | 3   |     |     |     |     |     |     |     | 3   |
| 13  | Alfa Romeo   | 1   |     |     | 1   |     |     |     |     |     |     | 2   |